# Rein da Curnera
Der Rein da Curnera, auf Deutsch Curnerarhein, ist ein rechter Nebenfluss des Vorderrheins und einer der Hauptquellflüsse des Rheins (vgl. Rheinquelle). 

## Geographie

### Verlauf
Der Rein da Curnera entspringt auf einer Höhe von 2644 m ü. M. einem kleinen Gletscher am Nordwesthang des Piz Denter am südlichen Talende des Val Curnera, das er in Richtung Norden durchfliesst. 
Der Rein da Curnera ist ungefähr acht Kilometer lang. Etwa in der Mitte seiner Strecke ist das Wasser zum Lai da Curnera für die Produktion von Elektrizität auf Betreiben der Kraftwerke Vorderrhein aufgestaut. In den See mündet zudem der Rein da Maighels, einst ein linksseitiger Zufluss des Rein da Curnera. Bei Tschamut im Tujetsch mündet der Fluss in den Vorderrhein. Das meiste Wasser wird aber über Druckstollen zum Kraftwerk in Sedrun geleitet.

### Einzugsgebiet
Das 26,9 km² grosse Einzugsgebiet des Rein da Curnera liegt in der Gotthard-Gruppe und wird durch ihn über den Vorderrhein und den Rhein zur Nordsee entwässert.
Das Einzugsgebiet besteht zu 5,4 % aus bestockter Fläche, zu 9,9 % aus Landwirtschaftsfläche, zu 0,1 % aus Siedlungsfläche und zu 84,6 % aus unproduktiven Flächen.
Die Flächenverteilung
Die mittlere Höhe des Einzugsgebietes beträgt 2389,4 m ü. M. Die höchste Erhebung ist der Piz Blas mit einer Höhe von 3019 m ü. M. im Süden des Einzugsgebietes.

### Zuflüsse
- Rein da Maighels (links), 5,4 km, 9,07 km², 550 l/s

### Hydrologie
Bei der Mündung des Rein da Curnera in den Vorderrhein beträgt seine modellierte mittlere Abflussmenge (MQ) 1,56 m³/s. Sein Abflussregimetyp ist b-glacio-nival und seine Abflussvariabilität beträgt 15.